# Artocarpeae
Artocàrpia (artocarpeae) és una tribu de la família de les moràcies que agrupa els gèneres tropicals amb caràcters morfològics similars: arbres monoics, sincàrpics, que produeixen un fruit ric en glúcids i que tenen la fulla més o menys lobulada. Les espècies de les Artocarpeae són arbres o arbustos tropicals que, com tots els membres de les Moraceae, produeixen làtex. La majoria són dioicas, encara que algunes són monoicas. Les inflorescències masculines i femenines inclouen una varietat d'estructures allargades o compactes. Les Artocarpeae és la menys homogènia de les cinc tribus que formen les Moraceae.

## Gèneres
Dins la tribu hom pot trobar els gèneres següents:
- Artocarpus
- Batocarpus
- Clarisia
- Hullettia
- Parartocarpus
- Prainea
- Treculia[2]